# Lena Sabine Berg
Lena Sabine Berg (* 13. ledna 1958 Basilej) je švýcarská herečka.

## Život
Vystudovala herectví na Akademii múzických umění Folkwang (Folkwang Hochschule für Darstellende Künste) v Essenu. Od ukončení studií na této škole působí.
Během svého angažmá v divadle v Heilbronnu a den Bühnen der Landeshauptstadt Kiel hrála mnoho rolí.
Hrála v Thalia Theater v Hamburku, v divadle Düsseldorfer Schauspielhaus v Düsseldorfu, divadle Schauspielhaus Zürich v Curychu a der Schaubühne am Lehniner Platz. Od poloviny 90. let je na volné noze a hraje v mnoha německých divadlech např. v Kolíně nad Rýnem, Wuppertalu, Dortmundu, Heidelbergu, Mnichově a Stuttgartu. Hraje také v divadle ve Vídni.
Hrála v různých filmech a seriálech, pracovala také jako mluvčí různých rozhlasových programů.
V roce 1989 byla nominována na European Film Award za film A Wopbobaloobop a Lopbamboom za nejlepší herečku ve vedlejší roli.
V roce 1996 hrála v německém seriálu Kobra 11 v prvních šesti epizodách 2. série manažerku dálničního motorestu Marii.
Je členka Evropské filmové akademie (EFA) a Německé filmové akademie (DFA).
Mluví německy a ovládá švýcarskou němčinu (rodný dialekt).
Zpívá (jazz – dobrý, chanson – dobrý, mezzosoprán).
Měří 165 cm, má hnědé vlasy a hnědo-zelené oči.
Žije[kdy?] v Berlíně.

## Filmografie
- 1985: Grottenolm
- 1987: Das Erbe der Guldenburgs (epizoda: Das offene Geheimnis)
- 1987: Gegen die Regel
- 1989: Případ pro dva (Ein Fall für zwei (epizoda: Tod im Schlafsack))
- 1989: A Wopbobaloobop a Lopbamboom
- 1991: Manta, Manta
- 1992: Wahre Liebe
- 1993: Apfel im Moor
- Geschichten aus dem Leben (epizoda: Die Geliebte)
- 1993: Auf eigene Gefahr (epizoda: Pech im Spiel - Glück in der Liebe)
- 1994: Anwalt Abel (epizoda: Ihr letzter Wille gilt)
- 1994: Immer wenn sie Krimis liest
- 1994: Die Männer vom K3 (epizoda: Keine Chance zu gewinnen)
- 1995: Ich bin unschuldig - Ärztin im Zwielicht
- 1995: Doppelter Einsatz (epizoda: Brisante Geschäfte (Teil 2))
- 1995: Unter Druck
- 1996: Das erste Mal
- 1996: Stubbe - Von Fall zu Fall (epizoda: Stubbe und das Kind)
- 1996: Kobra 11
- 1997: Trügerische Nähe
- 1997: Valkanizater
- 1998: 14/1 endlos
- 1998: Im Namen des Gesetzes (epizoda: Die Gunst der Stunde)
- 1999: Wolffův revír (Wolffs Revier (epizoda: Tod und auf Wiedersehen))
- 2001: Engel & Joe
- 2002: Berlín, Berlín (Berlin, Berlin)
- 2003: Little Girl Blue
- 2004: Wilsberg (epizoda: Der Minister und das Mädchen)
- 2005: Abschnitt 40 (epizoda: Sicherstellung)
- 2005: Ben - Nichts ist wie es scheint
- 2006: Lieben
- 2007: Deadline - Jede Sekunde zählt (epizoda: Das Ultimatum)
- 2008: Místo činu (Tatort (epizoda: Erntedank e.V.))
- 2008: Das Geheimnis von Murk
- 2008: Tausend Ozeane
- 2009: Die Tür
- 2010: Der grosse Kater
- 2010: Nemocniční piráti (Stationspiraten)

## Divadlo
- 1985: KABALE UND LIEBE (Friedrich Schiller), Sophie (Thalia Theater Hamburg), Režie: Peter Striebek
- 1985: BABYLON (Schauspielhaus Hamburg / Kampnagel), Režie: Barbara Bilabel
- 1986–1987: HELD DER WESTLICHEN WELT (John Synge), (Schauspielhaus Zürich), Režie: Urs Schaub/Christoph Marthaler
- 1988: DONA ROSITA BLEIBT LEDIG (Garcia Lorca), Manola (Düsseldorfer Schauspielhaus), Režie: Werner Schroeter
- 1989: MACBEATH (William Shakespeare), Hexe, Junge (Düsseldorfer Schauspielhaus), Režie: B.K. Tragelehn
- 1990: KATZELMACHER (Rainer Werner Fassbinder), Marie (Düsseldorfer Schauspielhaus), Režie: Werner Schroeter
- 1991: JAGDSZENEN AUS NIEDERBAYERN (Martin Sperr), Tonka (Düsseldorfer Schauspielhaus), Režie: Wolf Seesemann
- 1991: LIEBELEI (Arthur Schnitzler), Christine (Düsseldorfer Schauspielhaus), Režie: Friederike Vielstich
- 1991: HEINRICH IV (Luigi Pirandello), Tochter (Düsseldorfer Schauspielhaus), Režie: Herbert König
- 1992: PENTHESILEA (Heinrich von Kleist), Penthesilea (Düsseldorfer Schauspielhaus), Režie: Herbert Koenig
- 1992: DER WALDSCHRAT (Anton Tschechow), Sonja (Düsseldorfer Schauspielhaus), Režie: Wolf-Dietrich Sprenger
- 1993: EIN TRAUMSPIEL (August Strindberg), Braut, u.v.a. (Düsseldorfer Schauspielhaus), Režie: Muchtar Samorai
- 1993: KABALE UND LIEBE (Friedrich Schiller), Luise (Düsseldorfer Schauspielhaus), Režie: Friederike Vielstich
- 1994: DAS KAFFEEHAUS (Carlo Goldoni) (Düsseldorfer Schauspielhaus), Režie: Gabor Tsambeki
- 1994: PEER GYNT (Henrik Ibsen), Ingrid u.v.a, (Düsseldorfer Schauspielhaus), Režie: Muchtar Samorai
- 1995: FAMILIENALBUM (Nelson Rodriguez), Freundin (Düsseldorfer Schauspielhaus), Režie: Wilfried Minks
- 1996–1997: DREI SCHWESTERN (Anton Tschechow), Natascha (Schauspielhaus Zürich), Režie: Dieter Giesing
- 1998–1999: SZENEN EINER EHE (Ingmar Bergman), Frau Palm (Schaubühne am Lehniner Platz, Berlin), Režie: Dieter Giesing
- 2000–2001: MARIJA (Isaak Babel), Dora (Schauspielhaus Zürich), Režie: Dieter Giesing

## Ocenění
- 1990: Europäischer Filmpreis (Best Supporting Actress, Nominierung) (A Wopbopaloobop...)
- 2004: Nominierung Schweizer Filmpreis (Little Girl Blue)
- 2008: Publikumspreis, Solothurner Filmtage (Das Geheimnis von Murk)
- 2008: Berner Filmpreis (Tausend Ozeane)
- 2009: Hauptpreis "Aurora", Tromsö Festival, Int. (Die Tür)
- 2010: Bayerischer Filmpreis (Der Grosse Kater)
- 2010: Publikumspreis, Zurich Film Festival, Int. (Stationspiraten)
- 2011: 32. Max-Ophüls-Preis - Filmfestival: Preis der Schülerjury (Stationspiraten)
- 2011: Nominierung Schweizer Filmpreis (Stationspiraten)